# Bachitar Natak
Bachitar Natak, dit aussi Bichitra Natak ou encore Vichitra Natak, (Gurmukhi ਬਚਿਤ੝ਰ ਨਾਟਕ (signifiant : drame resplendissant)), est un ajout au Dasam Granth, un livre sacré du sikhisme écrit par Guru Gobind Singh. Il commence page 94 pour finir page 175 de ce livre. Le gourou dans ce bani célèbre décrit l'histoire et les faits de son époque lors de laquelle il fallait beaucoup de force et de courage pour surmonter les nombreux obstacles durant la vie quotidienne de la communauté.

## Source
- Bachitar Natak dans Sikhiwiki, l'encyclopédie sikhe en anglais.

- (en) Cet article est partiellement ou en totalité issu de l’article de Wikipédia en anglais intitulé « Bachitar Natak » (voir la liste des auteurs).